# Pangkalan Terap
Pangkalan Terap is een bestuurslaag in het regentschap Pelalawan van de provincie Riau, Indonesië. Pangkalan Terap telt 707 inwoners (volkstelling 2010).